# مطار مصوع الدولي
مطار مصوع الدولي (بالإنجليزية: Massawa International Airport) (إياتا: HHMS، إيكاو: MSW) هو مطار دولي يقع في مصوع شرق أسمرة عاصمة دولة إريتريا بناه الإيطاليون. وفي السنوات الأخيرة أصبح يقتصر على الاستعمال العسكري وبعض الرحلات المدنية.